# 立春
- 立春
- 雨水
- 啓蟄
- 春分
- 清明
- 穀雨
- 立夏
- 小満
- 芒種
- 夏至
- 小暑
- 大暑
- 立秋
- 処暑
- 白露
- 秋分
- 寒露
- 霜降
- 立冬
- 小雪
- 大雪
- 冬至
- 小寒
- 大寒

立春（りっしゅん）は、二十四節気の第1。正月節（旧暦12月後半から1月前半）。
現在広まっている定気法では太陽黄経が315度の時で2月3日、2月4日頃に変わり、約2週間（次の節気の雨水前日まで）続く。恒気法では冬至から1/8年（約45.66日）後。
十二節・十二気暦等の区分法や、四柱推命・紫微斗数・九星気学等の占術等、多くの場合で年始・年界として用いられる事が多い。

## 季節
冬が極まり春の気配が立ち始める日。『暦便覧』には「春の気立つを以って也」と記されている。冬至と春分の中間に当たり、昼夜の長短を基準に季節を区分する場合は、この日から立夏の前日までが春となる。九州など暖かい地方では梅が咲き始める。二十四節気が成立した中国内陸部は大陸性気候のためこの頃には暖かくなり始めるが、海に囲まれた日本列島は、立春を過ぎても東日本・北日本の各日本海側を中心に寒さや荒天が続く。また、南岸低気圧の発生も立春を境に多くなり、その一例として平成26年の大雪のように関東で記録的な大雪になったのも立春後である。
二十四節気の「立春」は、『暦便覧』では「春の気立つを以って也」とされるが、時候的な解説では、「大寒から立春までは一年のうちで最も寒い季節であり、立春を過ぎると少しずつ寒さが緩み始め、春の気配が忍び入ってくる」とされるのが一般的である。ただ注意が必要なのは、このような気象的事象のゆえに「立春」が定められたのではなく、冬至から春分への中間点として、暦法上の要請から定められたものだということである。
春の区分は、西欧では習慣的に暑くも寒くもない季節、つまり、春分から夏至までを spring とする。古代中国では昼夜の長短のピークとなる二至（夏至、冬至）と、昼夜の長さがほぼ同じとなる二分（春分、秋分）を各季節の分かれ目とし、これらの中間に各季節の極として四立（立春、立夏、立秋、立冬）を設けた。なお、日本の気象庁では、3月 - 5月が春、6月 - 8月が夏、9月 - 11月が秋、12月 - 2月が冬としている。
「立春なのに大雪」「暦の上では春」などのニュースでよく使われる表現は、上記の通り機械的に区分される二十四節気での春の定義が、一般的な肌感覚での春とは異なっているなどの春の多義性が原因で、異常気象や旧暦とのずれが原因ではないことに注意が必要である。
立春は八十八夜・二百十日・二百二十日など、雑節の起算日（第1日目）となっている。立春から春分の間に、その年に初めて吹く南寄り（東南東から西南西）の強い風を春一番と呼ぶ。桜の開花時期は、立春からの最高気温の合計が540℃という概算法がある（ほかに、元日からの平均気温の合計が600℃、2月1日からの最高気温の合計が600℃という方法もある）。
一般的な節分とは、立春の前日のことである。立春の早朝、禅寺では門に「立春大吉」と書いた紙を貼る習慣がある。また、中国では立春の日に春餅（チュンビン）を食べる習慣がある。

## 日付
定気法による立春の瞬間（世界時、UT）と、日本・中国での立春日の日付は表のとおり。日本における時刻はこの表の9時間後、中国では8時間後となり、世界時15時台の2国の日付は異なる。

| 年     | 日時 (UT)   | 日本   | 中国   |
| ------ | ----------- | ------ | ------ |
| 1966年 | 2月4日06:38 | 2月4日 | 2月4日 |
| 1967年 | 2月4日12:31 | 2月4日 | 2月4日 |
| 1968年 | 2月4日18:07 | 2月5日 | 2月5日 |
| 1969年 | 2月3日23:59 | 2月4日 | 2月4日 |
| 1970年 | 2月4日05:46 | 2月4日 | 2月4日 |
| 1971年 | 2月4日11:25 | 2月4日 | 2月4日 |
| 1972年 | 2月4日17:20 | 2月5日 | 2月5日 |
| 1973年 | 2月3日23:04 | 2月4日 | 2月4日 |
| 1974年 | 2月4日05:00 | 2月4日 | 2月4日 |
| 1975年 | 2月4日10:59 | 2月4日 | 2月4日 |
| 1976年 | 2月4日16:39 | 2月5日 | 2月5日 |
| 1977年 | 2月3日22:33 | 2月4日 | 2月4日 |
| 1978年 | 2月4日04:27 | 2月4日 | 2月4日 |
| 1979年 | 2月4日10:12 | 2月4日 | 2月4日 |
| 1980年 | 2月4日16:09 | 2月5日 | 2月5日 |
| 1981年 | 2月3日21:55 | 2月4日 | 2月4日 |
| 1982年 | 2月4日03:45 | 2月4日 | 2月4日 |
| 1983年 | 2月4日09:40 | 2月4日 | 2月4日 |
| 1984年 | 2月4日15:19 | 2月5日 | 2月4日 |
| 1985年 | 2月3日21:12 | 2月4日 | 2月4日 |
| 1986年 | 2月4日03:08 | 2月4日 | 2月4日 |
| 1987年 | 2月4日08:52 | 2月4日 | 2月4日 |
| 1988年 | 2月4日14:43 | 2月4日 | 2月4日 |
| 1989年 | 2月3日20:27 | 2月4日 | 2月4日 |
| 1990年 | 2月4日02:14 | 2月4日 | 2月4日 |
| 1991年 | 2月4日08:08 | 2月4日 | 2月4日 |
| 1992年 | 2月4日13:48 | 2月4日 | 2月4日 |
| 1993年 | 2月3日19:37 | 2月4日 | 2月4日 |
| 1994年 | 2月4日01:31 | 2月4日 | 2月4日 |
| 1995年 | 2月4日07:13 | 2月4日 | 2月4日 |
| 1996年 | 2月4日13:08 | 2月4日 | 2月4日 |
| 1997年 | 2月3日19:02 | 2月4日 | 2月4日 |
| 1998年 | 2月4日00:57 | 2月4日 | 2月4日 |
| 1999年 | 2月4日06:57 | 2月4日 | 2月4日 |
| 2000年 | 2月4日12:40 | 2月4日 | 2月4日 |
| 2001年 | 2月3日18:29 | 2月4日 | 2月4日 |
| 2002年 | 2月4日00:24 | 2月4日 | 2月4日 |
| 2003年 | 2月4日06:05 | 2月4日 | 2月4日 |
| 2004年 | 2月4日11:56 | 2月4日 | 2月4日 |
| 2005年 | 2月3日17:43 | 2月4日 | 2月4日 |
| 2006年 | 2月3日23:27 | 2月4日 | 2月4日 |
| 2007年 | 2月4日05:18 | 2月4日 | 2月4日 |
| 2008年 | 2月4日11:00 | 2月4日 | 2月4日 |
| 2009年 | 2月3日16:50 | 2月4日 | 2月4日 |
| 2010年 | 2月3日22:48 | 2月4日 | 2月4日 |
| 2011年 | 2月4日04:33 | 2月4日 | 2月4日 |
| 2012年 | 2月4日10:22 | 2月4日 | 2月4日 |
| 2013年 | 2月3日16:13 | 2月4日 | 2月4日 |
| 2014年 | 2月3日22:03 | 2月4日 | 2月4日 |
| 2015年 | 2月4日03:58 | 2月4日 | 2月4日 |
| 2016年 | 2月4日09:46 | 2月4日 | 2月4日 |
| 2017年 | 2月3日15:34 | 2月4日 | 2月3日 |
| 2018年 | 2月3日21:28 | 2月4日 | 2月4日 |
| 2019年 | 2月4日03:14 | 2月4日 | 2月4日 |
| 2020年 | 2月4日09:03 | 2月4日 | 2月4日 |
| 2021年 | 2月3日14:59 | 2月3日 | 2月3日 |
| 2022年 | 2月3日20:51 | 2月4日 | 2月4日 |
| 2023年 | 2月4日02:42 | 2月4日 | 2月4日 |
| 2024年 | 2月4日08:27 | 2月4日 | 2月4日 |
| 2025年 | 2月3日14:10 | 2月3日 | 2月3日 |
| 2026年 | 2月3日20:02 | 2月4日 | 2月4日 |
| 2027年 | 2月4日01:46 | 2月4日 | 2月4日 |
| 2028年 | 2月4日07:30 | 2月4日 | 2月4日 |
| 2029年 | 2月3日13:20 | 2月3日 | 2月3日 |
| 2030年 | 2月3日19:07 | 2月4日 | 2月4日 |
| 2031年 | 2月4日00:57 | 2月4日 | 2月4日 |
| 2032年 | 2月4日06:48 | 2月4日 | 2月4日 |
| 2033年 | 2月3日12:41 | 2月3日 | 2月3日 |
| 2034年 | 2月3日18:40 | 2月4日 | 2月4日 |
| 2035年 | 2月4日00:30 | 2月4日 | 2月4日 |
| 2036年 | 2月4日06:19 | 2月4日 | 2月4日 |
| 2037年 | 2月3日12:10 | 2月3日 | 2月3日 |
| 2038年 | 2月3日18:02 | 2月4日 | 2月4日 |
| 2039年 | 2月3日23:51 | 2月4日 | 2月4日 |
| 2040年 | 2月4日05:38 | 2月4日 | 2月4日 |
| 2041年 | 2月3日11:24 | 2月3日 | 2月3日 |
| 2042年 | 2月3日17:11 | 2月4日 | 2月4日 |
| 2043年 | 2月3日22:57 | 2月4日 | 2月4日 |
| 2044年 | 2月4日04:43 | 2月4日 | 2月4日 |
| 2045年 | 2月3日10:35 | 2月3日 | 2月3日 |
| 2046年 | 2月3日16:30 | 2月4日 | 2月4日 |
| 2047年 | 2月3日22:16 | 2月4日 | 2月4日 |
| 2048年 | 2月4日04:03 | 2月4日 | 2月4日 |
| 2049年 | 2月3日09:52 | 2月3日 | 2月3日 |
| 2050年 | 2月3日15:42 | 2月4日 | 2月3日 |
| 2051年 | 2月3日21:34 | 2月4日 | 2月4日 |
| 2052年 | 2月4日03:21 | 2月4日 | 2月4日 |
| 2053年 | 2月3日09:11 | 2月3日 | 2月3日 |
| 2054年 | 2月3日15:06 | 2月4日 | 2月3日 |
| 2055年 | 2月3日20:54 | 2月4日 | 2月4日 |
| 2056年 | 2月4日02:46 | 2月4日 | 2月4日 |
| 2057年 | 2月3日08:41 | 2月3日 | 2月3日 |
| 2058年 | 2月3日14:33 | 2月3日 | 2月3日 |
| 2059年 | 2月3日20:22 | 2月4日 | 2月4日 |
| 2060年 | 2月4日02:07 | 2月4日 | 2月4日 |

### グレゴリオ暦
グレゴリオ暦による1583年から2500年までの日本の立春は表のとおり。
2025年の立春は2月3日。
365日からの超過分が毎年蓄積し、4年に一度閏年でリセットされる様子がわかる（立春は閏日の挿入される2月末日より前のため、4で割って1余る年が先頭）。
1985年から2020年までは2月4日だが、1984年までは2月5日、1897年までは2月3日もあった。2021年から閏年の翌年は再び2月3日となる。
| 年              | 年を4で割った余り | 年を4で割った余り | 年を4で割った余り | 年を4で割った余り | 確定困難な（日を跨ぐ）年 |
| 年              | 1                 | 2                 | 3                 | 0                 | 真夜中の前後10分         |
| --------------- | ----------------- | ----------------- | ----------------- | ----------------- | ------------------------ |
| 1583年 - 1612年 | 4日               | 4日               | 4日               | 4日               | 1609(3-4日)              |
| 1613年 - 1644年 | 3日               | 4日               | 4日               | 4日               | 1642(3-4日)              |
| 1645年 - 1676年 | 3日               | 3日               | 4日               | 4日               |                          |
| 1677年 - 1700年 | 3日               | 3日               | 3日               | 4日               |                          |
| 1701年 - 1708年 | 4日               | 4日               | 4日               | 5日               |                          |
| 1709年 - 1748年 | 4日               | 4日               | 4日               | 4日               | 1745(3-4日)              |
| 1749年 - 1780年 | 3日               | 4日               | 4日               | 4日               |                          |
| 1781年 - 1800年 | 3日               | 3日               | 4日               | 4日               |                          |
| 1801年 - 1816年 | 4日               | 4日               | 5日               | 5日               | 1815(4-5日)              |
| 1817年 - 1848年 | 4日               | 4日               | 4日               | 5日               | 1848(4-5日)              |
| 1849年 - 1884年 | 4日               | 4日               | 4日               | 4日               |                          |
| 1885年 - 1900年 | 3日               | 4日               | 4日               | 4日               |                          |
| 1901年 - 1916年 | 4日               | 5日               | 5日               | 5日               |                          |
| 1917年 - 1952年 | 4日               | 4日               | 5日               | 5日               | 1918(4-5日)              |
| 1953年 - 1984年 | 4日               | 4日               | 4日               | 5日               |                          |
| 1985年 - 2020年 | 4日               | 4日               | 4日               | 4日               |                          |
| 2021年 - 2056年 | 3日               | 4日               | 4日               | 4日               | 2021(3-4日), 2054(3-4日) |
| 2057年 - 2088年 | 3日               | 3日               | 4日               | 4日               |                          |
| 2089年 - 2100年 | 3日               | 3日               | 3日               | 4日               |                          |
| 2101年 - 2120年 | 4日               | 4日               | 4日               | 5日               |                          |
| 2121年 - 2156年 | 4日               | 4日               | 4日               | 4日               |                          |
| 2157年 - 2192年 | 3日               | 4日               | 4日               | 4日               | 2157(3-4日)              |
| 2193年 - 2200年 | 3日               | 3日               | 4日               | 4日               |                          |
| 2201年 - 2224年 | 4日               | 4日               | 5日               | 5日               |                          |
| 2225年 - 2260年 | 4日               | 4日               | 4日               | 5日               | 2260(4-5日)              |
| 2261年 - 2296年 | 4日               | 4日               | 4日               | 4日               | 2293(3-4日)              |
| 2297年 - 2300年 | 3日               | 4日               | 4日               | 4日               |                          |
| 2301年 - 2328年 | 4日               | 5日               | 5日               | 5日               | 2326(4-5日)              |
| 2329年 - 2360年 | 4日               | 4日               | 5日               | 5日               |                          |
| 2361年 - 2396年 | 4日               | 4日               | 4日               | 5日               | 2396(4-5日)              |
| 2397年 - 2432年 | 4日               | 4日               | 4日               | 4日               |                          |
| 2433年 - 2464年 | 3日               | 4日               | 4日               | 4日               |                          |
| 2465年 - 2496年 | 3日               | 3日               | 4日               | 4日               |                          |
| 2497年 - 2500年 | 3日               | 3日               | 3日               | 4日               |                          |

## 旧暦と立春
立春は旧暦1月1日だという勘違いがあるが、ほとんどの場合は正しくない。旧暦1日は必ず朔（新月）だが、立春は朔に関係なく定められるため、多くの年は1日にならない。ただし約30年に1度、立春が朔と重なり、旧暦1月1日になる年がある（朔旦立春）。近年は1954年・1992年がそうで、次は2038年と予測される。
旧暦（中国・日本の太陰太陽暦）では元日が立春前後に置かれる。それは立春のころを年初にし、春の始まりと年の始まりを一致させるためである。これを夏正（かせい）という。古代中国夏王朝の正月という意である。平気法ではそのために、立春の次の雨水を含む月を正月（1月）とする。定気法での月名の定義はやや複雑だが、結果はやはり、雨水を含む月が正月となる。
節切りにあっては立春が年初となる。四柱推命や風水などの占いでは、節分までは前年に属し、立春をもって年が改まるとしているものが多い。節分の豆撒きは立春を年初として、新しい年の幸運を願っての昔からの習慣である。

### 新年立春と年内立春
立春の旧暦での日付は大まかに言って、半分の年では新年1月の前半、半分の年では旧年12月（あるいは希に閏12月）の後半である。旧年12月（または閏12月）の立春を年内立春、新年1月の立春を新年立春と呼ぶ。また特に旧暦1月1日にあたる場合を朔旦立春（さくたんりっしゅん）と呼び、非常に縁起のよい日とされている。
より正確に言えば、立春の次の節気である雨水を含む暦月が1月なので、立春翌日から雨水当日までの約半月間に朔（新月）があれば、立春は前年12月（または閏12月）なので年内立春であり、その期間に朔がなければ立春は1月であり新年立春となる。
このように旧暦では年の初めか終わりに立春があり、年によっては２回立春がある反面、立春がない年も発生する。この立春のない年を盲年と呼び、結婚には不向きであるとの伝承がある。
近年の立春の旧暦での日付は次のとおり（未来は予測）。19年周期（メトン周期）でほぼ同じ日付が繰り返され、近年では19年中10年が年内立春、9年が新年立春である。
| 新暦           | 旧暦           | 新暦           | 旧暦           |
| -------------- | -------------- | -------------- | -------------- |
| 1992年02月04日 | 1992年01月01日 | 2011年02月04日 | 2011年01月02日 |
| 1993年02月04日 | 1993年01月13日 | 2012年02月04日 | 2012年01月13日 |
| 1994年02月04日 | 1993年12月24日 | 2013年02月04日 | 2012年12月24日 |
| 1995年02月04日 | 1995年01月05日 | 2014年02月04日 | 2014年01月05日 |
| 1996年02月04日 | 1995年12月16日 | 2015年02月04日 | 2014年12月16日 |
| 1997年02月04日 | 1996年12月27日 | 2016年02月04日 | 2015年12月26日 |
| 1998年02月04日 | 1998年01月08日 | 2017年02月04日 | 2017年01月08日 |
| 1999年02月04日 | 1998年12月18日 | 2018年02月04日 | 2017年12月19日 |
| 2000年02月04日 | 1999年12月29日 | 2019年02月04日 | 2018年12月30日 |
| 2001年02月04日 | 2001年01月12日 | 2020年02月04日 | 2020年01月11日 |
| 2002年02月04日 | 2001年12月23日 | 2021年02月03日 | 2020年12月22日 |
| 2003年02月04日 | 2003年01月04日 | 2022年02月04日 | 2022年01月04日 |
| 2004年02月04日 | 2004年01月14日 | 2023年02月04日 | 2023年01月14日 |
| 2005年02月04日 | 2004年12月26日 | 2024年02月04日 | 2023年12月25日 |
| 2006年02月04日 | 2006年01月07日 | 2025年02月03日 | 2025年01月06日 |
| 2007年02月04日 | 2006年12月17日 | 2026年02月04日 | 2025年12月17日 |
| 2008年02月04日 | 2007年12月28日 | 2027年02月04日 | 2026年12月28日 |
| 2009年02月04日 | 2009年01月10日 | 2028年02月04日 | 2028年01月09日 |
| 2010年02月04日 | 2009年12月21日 | 2029年02月03日 | 2028年12月20日 |

### 年内立春の歌
『古今和歌集』の巻頭には、年内立春を詠んだ歌がある。
ふるとしに春たちける日よめる
| 「        | 年のうちに 春は來にけり 一年（ひととせ）を去年（こぞ）とやいはむ 今年とやいはむ | 」 |
| —在原元方 |                                                                                 |    |

年明け前に立春となった日に詠んだ歌
| 「        | 年が明けないうちに立春が来てしまった。昨日までの一年（一月一日から節分）を去年と言おうか、今年と言おうか | 」 |
| —現代語訳 | |    |

## 七十二候
立春の期間の七十二候は以下のとおり。
初候
東風解凍（はるかぜ こおりを とく）：東風が厚い氷を解かし始める（日本・中国）
次候
黄鶯睍睆（うぐいす なく）：鶯が山里で鳴き始める（日本）
蟄虫始振（ちっちゅう はじめて ふるう）：冬籠りの虫が動き始める（中国）
末候
魚上氷（うお こおりを のぼる）：割れた氷の間から魚が飛び出る（日本・中国）

## 前後の節気
大寒 → 立春 → 雨水